# Titilupe Fanetupouvava'u Tuita-Tupou Tu'ivakano
Titilupe Fanetupouvava'u Tuita-Tupou, coniugata Tu'ivakano (Nukuʻalofa, 12 agosto 1978), è una diplomatica tongana.

## Biografia

### Istruzione

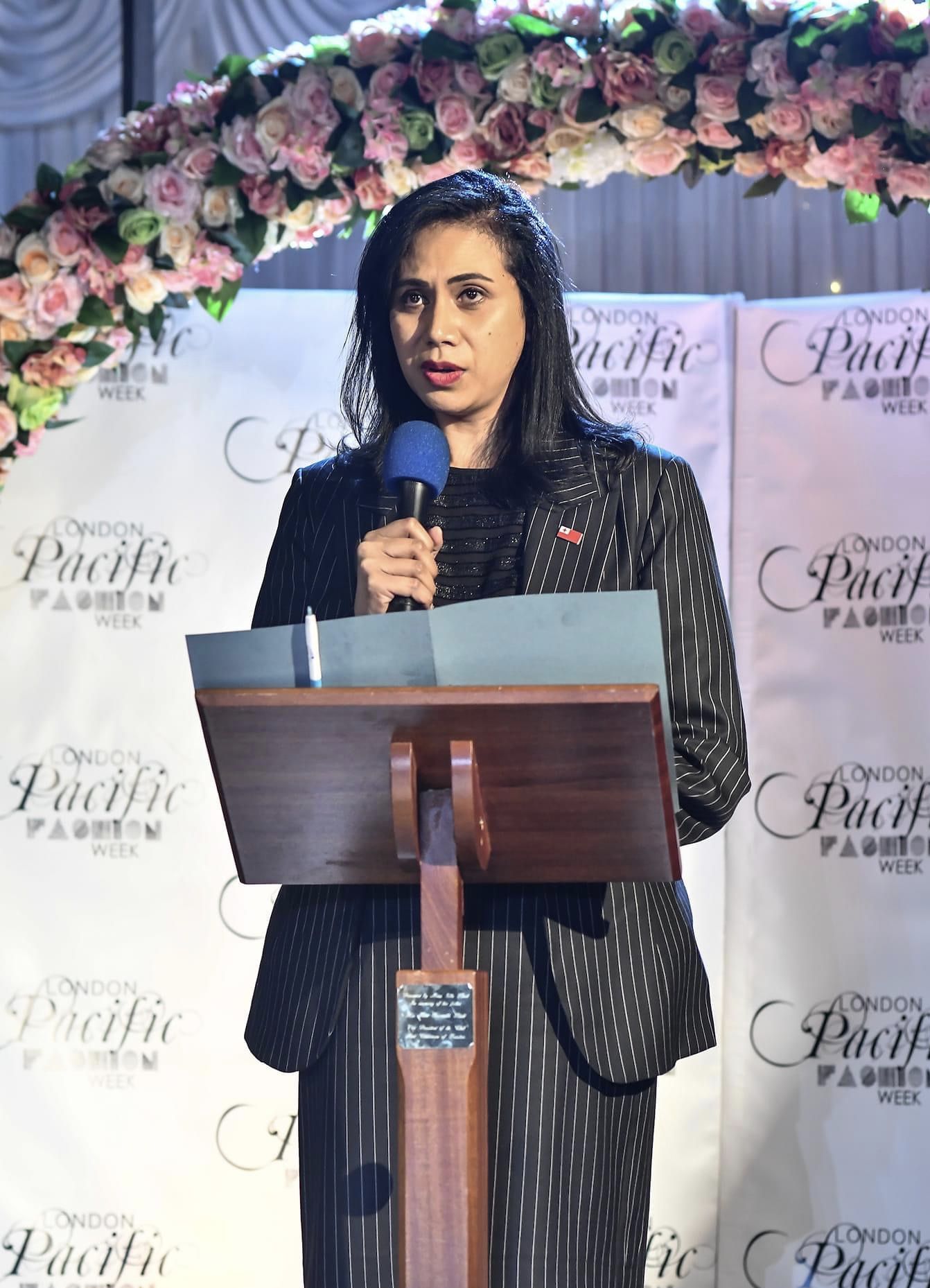
Titilupe alla London Pacific Fashion Week nel 2019

Titilupe è nata nel 1978 a Nukuʻalofa, secondogenita di Siosa'ia Ma'ulupekotofa Tuita e della principessa Salote.
Studiò alla Tonga High School dal 1989 e nel 1999 ottenne un Bachelor of Arts in Antropologia all'Università di Auckland. Conseguì anche un certificato post laurea in Studi Diplomatici all'Università di Oxford.

### Carriera
Lavorò in televisione come giornalista e produttrice, prima di entrare nel servizio civile nel 2001 come Assistant Secretary all'ufficio del primo ministro. Nel 2006, dopo la salita al trono di George Tupou V, fu nominata Assistant Lord Chamberlain all'ufficio del palazzo reale. Dal 2012 al 2018 servì come Capo del Protocollo al Ministero degli Affari Esteri.

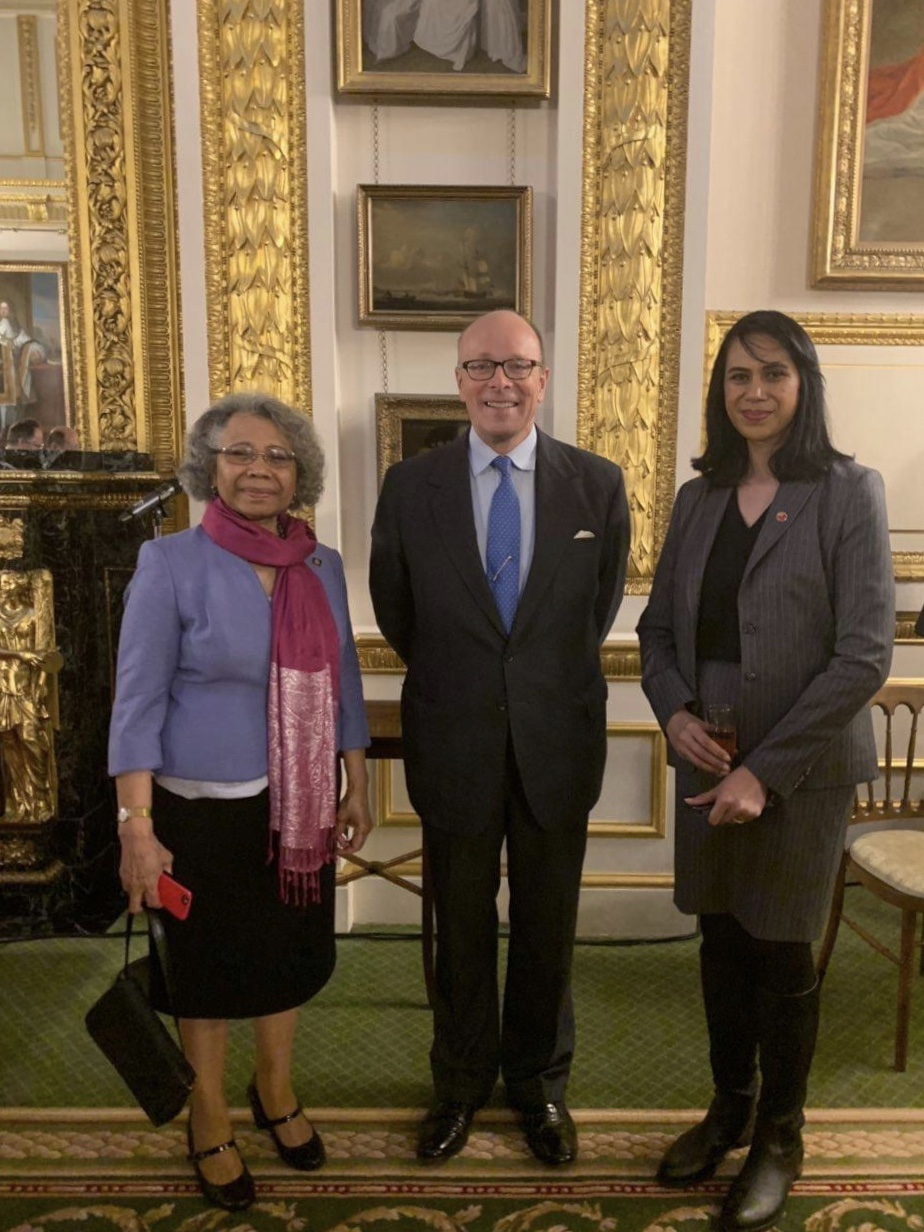
Winnie Kiap, David Allfrey e Titilupe

Il 27 settembre 2018 presentò le sue credenziali alla regina Elisabetta II in quanto Alta Commissaria in Regno Unito. Nell'agosto 2020 depose al direttore dell'OIL Guy Ryder lo strumento di ratifica di Tonga della Worst Forms of Child Labour Convention.
Nel 2020 divenne il primo ambasciatore tongano in Lussemburgo, presentando le lettere credenziali al granduca Enrico il 25 settembre. Il 16 dicembre 2021 venne ricevuta dal re Willem-Alexander come ambasciatrice nei Paesi Bassi, durante il primo ricevimento concesso dal sovrano ai dignitari stranieri dopo il COVID-19.

## Vita privata

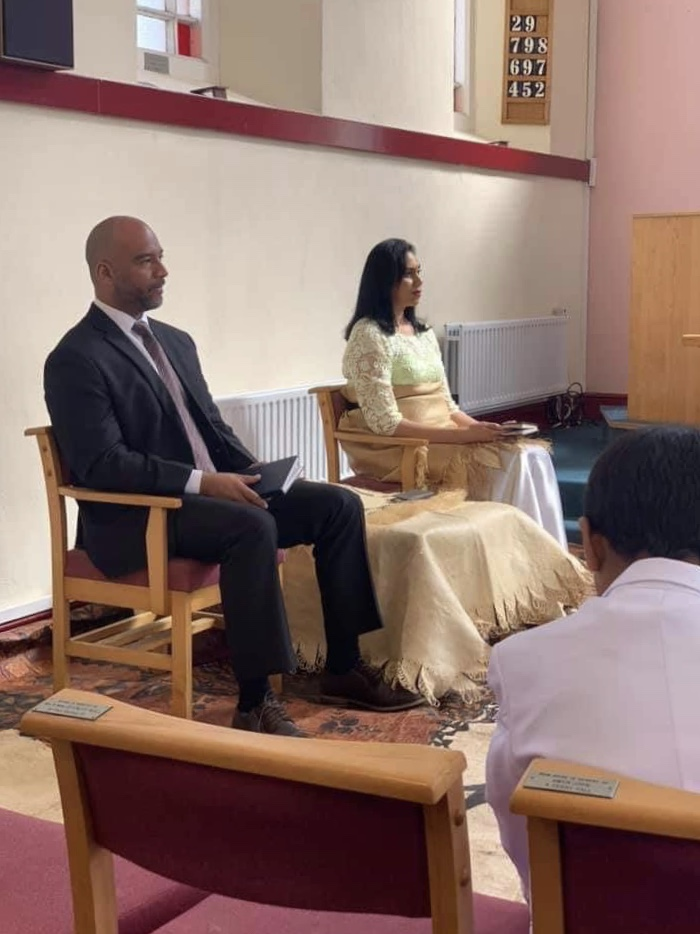
Siaosi e Titilupe nel 2018

Il 30 aprile 2007 sposò civilmente a Nukuʻalofa il maggiore Siaosi Kiu Tau-ki-Vailahi Kaho Tu'ivakano (1980), figlio di Sialeʻataongo. Le nozze religiose ebbero luogo il 3 maggio.

## Patrocini
- Tonga Golf Club;[4]
- Tonga Women's Rugby Association.[4]

## Discendenza
Titilupe Fanetupouvava'u Tuita-Tupou e Siaosi Kiu Tau-ki-Vailahi Kaho Tu'ivakano hanno due figli e una figlia:
- Onorevole Simon Tu’iha’atu ‘Unga George Ma’ulupekotofa Tu’ivakano (Auckland City Hospital, Auckland, 14 aprile 2011);
- Onorevole Michaela Mary Rose Halaevalu Tokilupe Hala-‘i-Vahamama‘o Tu’ivakano (21 maggio 2012);
- Onorevole Fatafehi Lapaha Salote Koila Tu’ivakano (1⁰ dicembre 2013).